# Tepeče
Tepeče (cirill betűkkel Тепече), település Szerbiában, a Raškai körzet Kraljevoi községében.

## Népesség
- 1948-ban 159 lakosa volt.
- 1953-ban 170 lakosa volt.
- 1961-ben 172 lakosa volt.
- 1971-ben 163 lakosa volt.
- 1981-ben 533 lakosa volt.
- 1991-ben 337 lakosa volt.
- 2002-ben 195 lakosa volt,[1] akik közül 192 szerb (98,46%) és 3 ismeretlen.[2]